# Hogewegmolen
De Hogewegmolen is een windmolen in de tot de Antwerpse gemeente Herentals behorende plaats Noorderwijk, gelegen aan de Hoge Weg 5.
Deze standerdmolen met gesloten voet fungeerde als korenmolen.

## Geschiedenis
Deze molen werd in 1840 opgericht en is vermoedelijk overgeplaatst vanuit Antwerpen. Een bouwjaar van omstreeks 1775 wordt verondersteld. In 1960 werd het maalbedrijf beëindigd en de molen, hoewel beschermd in 1961, raakte in verval. In 1967 werd de molen hersteld en vanaf 1970 deed hij dienst als buitenhuis.
De molen is maalvaardig en vanaf 1997, toen de bomen in de omgeving werden gekapt, draaide de molen weer regelmatig.